# Panchah
Panchah (em persa: پنچاه, também romanizada como Panchāh) é uma aldeia do distrito rural de Kisom, situada no distrito central de Astaneh-ye Ashrafiyeh, na província de Gilan, no Irã. No censo de 2006, sua população era de 799, em 253 famílias.